# Фемке Гемскерк
Фемке Гемскерк  (нід. Femke Heemskerk, 21 вересня 1987) — нідерландська плавчиня, олімпійська чемпіонка.

## Виступи на Олімпіадах
| Олімпіада   | Дисципліна                            | Місце |
| ----------- | ------------------------------------- | ----- |
| Пекін 2008  | естафета 4 × 100 вільним стилем       | 1     |
| Пекін 2008  | естафета 4 × 200 вільним стилем       | 11    |
| Пекін 2008  | 200 метрів, комплексне плавання       | 28    |
| Пекін 2008  | комплексна естафета 4 × 100           | 13    |
| Лондон 2012 | плавання на 100 метрів вільним стилем | 11    |
| Лондон 2012 | естафета 4 × 100 вільним стилем       | 2     |
| Лондон 2012 | комплексна естафета 4 × 100           | 6     |